# オトメベラ
オトメベラ (学名：Thalassoma lunare、英名：Moon wrasse)はスズキ目ベラ科ニシキベラ属に含まれる海水魚の一種である。

## 形態
全長は45 cmに達する。ヤマブキベラに似ているが本種の雄は体全体が青みを帯び、雌は体が緑色である。オトメベラの胸鰭は雌雄ともに青く縁どられた赤色ないしピンク色の斑を有するが、ヤマブキベラの雄は胸鰭先端が黒いので見分けられる。幼魚は背鰭と、尾鰭の付け根に黒色斑がある。頭部にはピンク色の模様が入り、尾鰭には黄色い三日月状の模様がある。鱗が目立つ。

## 分布と生態
インド洋と西太平洋に広く分布する。ただし近縁種であるヤマブキベラと異なり、ハワイ諸島には分布しない。日本においては千葉県館山湾から鹿児島県の錦江湾、長崎県野母崎、男女群島、甑島、屋久島、琉球列島、伊豆・小笠原諸島、南大東島に見られる。タイプ標本はインドとされる。
水深1 - 20mのサンゴ礁に生息し、魚卵や海底の無脊椎動物を捕食する。活動的で、一日中動き回っている。縄張り意識を持ち、邪魔な魚を追いかけたりする。
昼行性であり強い視覚を持ち、一定の嗅覚もある。夜になると、よく岩や構造物の下の隙間で休む。隙間が狭い場合は泳いで岩の下を掘り、入れるようにする。
雌性先熟の雌雄同体で、性転換にはわずか10日しかかからない。成熟したTPオスと、メスとオスを含む約12 匹の他の個体で「ハーレム」を形成し、生活する。アルファオスはより明るい色をしており、干潮ごとに緑から青に変わり、他の個体を攻撃する。繁殖期および満潮前には、アルファオスは完全に青くなり、すべてのメスを集め、集団産卵を行う。

## ヒトとのかかわり
小型種であるためあまり食用にはされていないが、観賞魚として飼育されることはある。ただし広い水槽でなければ飼育は困難である。飼育下では最長10年生きることもあるが、野生ではそれよりも短い。その丈夫さ、鮮やかな体色、行動により、アクアリウムでは人気がある。亜硝酸塩に耐性があり、害虫となる多毛類を食べることで有名。